# David A. Stewart
David Allan Stewart (* 9. září 1952 Sunderland, Anglie), známý také jako Dave Stewart; je britský zpěvák, kytarista, multiinstrumentalista, hudební producent a skladatel. Dlouhou dobu působil jako člen skupiny Eurythmics. V roce 2011 hrál se skupinou SuperHeavy a vydal se skupinou i její album SuperHeavy. Jako producent se podílel na mnoha albech, mezi které patří například i album In Your Dreams (Stevie Nicks, 2011). Spolupracoval také s Ringo Starrem, podílel se na několika jeho albech.